# Katinka (Lukač)
Katinka es un pueblo del municipio de Lukač, en el condado de Virovitica-Podravina, Croacia. Según el censo de 2021, tiene una población de 25 habitantes.

## Demografía
| Gráfica de población de Katinka 1857-2021                          |
|                                                                    |
| Según los censos de población de la Oficina de Estadísticas Croata |